# شارلوت يورك-غولدنبلات
شارلوت يورك-غولدنبلات (يورك و يورك-ماكدوغال سابقًا) هي شخصية خيالية في المسلسل التلفزيوني الجنس والمدينة من إنتاج
إتش بي أو. قامت بدور الممثلة كريستين ديفيس. حصلت ديفيس على جائزتي نقابة ممثلي الشاشة عن أدائها.

## معلومات الشخصية
شارلوت يورك هي ابنة الدكتور ستيفن فوستر يورك وساندرا وايتهيد «مافن» يورك. هي تاجرة فنون مع نشأة كونيتيكت من ذوات الدم الأزرق. تخرجت شارلوت من كلية سميث بدرجة بكالوريوس الآداب في تاريخ الفن وتخصص ثانوي في المالية. عاشت في هافن ويسلي هاوس وكانت عضوًا في الجمهوريون الكلية وكابا كابا جاما (على الرغم من أن سميث ليس لديها جمعيات نسائية في الحياة الواقعية). إنها الأكثر تحفظًا وتقليدية في المجموعة، وتركز على الحب العاطفي أكثر من الشهوة، وتؤمن بالعديد من المُثُل الرومانسية، وتبحث دائمًا عن «الفارس في الدرع اللامع». من خلال تقديم موقف أكثر وضوحًا حول العلاقات، والذي يعتمد عادةً على «قواعد» الحب والتعارف، غالبًا ما تسخر من السلوكيات الغريبة والأكثر تحررًا التي يقدمها العرض (بشكل أساسي من سامانثا).
على الرغم من نظرتها المحافظة، فقد عُرف عنها تقديم تنازلات تفاجئ حتى صديقاتها الأكثر حرية جنسيًا (مثل مستوى حديثها القذر والجنس الفموي). تخلت عن حياتها المهنية بعد فترة وجيزة من زواجها من زوجها الأول، تري ماكدوجال، لكنها طلقته بسبب اختلافات لا يمكن التوفيق بينها فيما يتعلق بإنجاب الأطفال، وعلاقته التبعية مع والدته وحياتهم الجنسية غير المتوافقة. حصلت على شقة في بارك أفينيو كجزء من تسوية الطلاق، على الرغم من أن هذه معركة شرسة خاضتها والدة تري، باني. تزوجت شارلوت لاحقًا من محامي الطلاق، هاري غولدنبلات، وهو رجل يبدو أنه نقيض لجميع الصفات التي كانت قد قررت أن رجلها المثالي سيحصل عليها (إنه قصير، أصلع وله ظهر مشعر جدًا)، ولكن في الواقع انتهى به الأمر إلى أن يكون رجلًا. مضحك، شريك مخلص. لقد تحولت إلى اليهودية من أجل الزواج منه، وتعرض نفسها بشكل غامض على إليزابيث تايلور في هذا الجانب؛ قررت شارلوت أيضًا تسمية كلبها إليزابيث تايلور. في خاتمة المسلسل، تتبنى شارلوت وهاري طفلة، ليلي، من الصين. في فيلم الجنس والمدينة ، لديها هي وهاري طفلة بيولوجية، يسمياها روز. كما رأينا في الحلقة الثامنة من الموسم السادس، فإن إعلان زفافها من صحيفة نيويورك تايمز بزواجها من هاري يشير إلى أن شارلوت كاتبة ومحررة لمجلة فاشنز، ولكن بما أن هذه الحقيقة لم يتم ذكرها في أي وقت آخر في المسلسل أو الأفلام اللاحقة، من الممكن أن يكون هذا مجرد خطأ في الدعامة - بقية الصحيفة بها فقرات مأخوذة من إعلان زفاف بيج وناتاشا في الموسم الثالث.

## الخلفية والشخصية
ينظر البعض إلى شارلوت على أنها أكثر الشخصيات الأربعة سذاجة، وغالبًا ما تظهر عليها علامات الإيمان بالطريقة القديمة، «الحب ينتصر على كل شيء». وقد أكسبها هذا لقب «بارك أفينيو بوليانا» الذي صاغته كاري برادشو في الروايات. ومع ذلك، يشعر أصدقاؤها أحيانًا بالحسد وحتى في رهبة تفاؤلها العام بشأن الحب والحياة، مما دفع كاري إلى تكريس كتابها لشارلوت. شارلوت متفائلة بشدة، على الرغم من حرصها في كثير من الأحيان على التأكد من أن كل شيء يسير على ما يرام. كما أنها تمتلك شخصية داعمة فيما يتعلق بأصدقائها، ودائمًا ما تكون «موجودة» من أجلهم. بسبب نظرتها المحافظة في العلاقات، فإنها تصطدم أحيانًا مع سامانثا الليبرالية جنسيًا، وسألت ذات مرة، بعد أن مارست سامانثا الجنس مع شقيق شارلوت، «هل مهبلك في كتب دليل مدينة نيويورك؟ لأنه يجب أن يكون؛ إنه المكان الأكثر سخونة في المدينة، فهو مفتوح دائمًا!» ومع ذلك، في هذه الحالة، تعتذر عن طريق خبز سامانثا سلة من الكعك، مما يدل على أسلوبها الكلاسيكي الجميل والرائع.
يقودها إيمانها بالرومانسية إلى أن تقرر عدم ممارسة الجنس مع خطيبها تري حتى شهر العسل. ومع ذلك، فإنها تواجه مشاكل هذا عندما تكتشف، في الليلة التي سبقت الزفاف، عندما تحاول إغواء تري، أنه عاجز. لاحقًا، أدركت أن لديه مشاكل في النوم معها وأنهم يقومون بالكثير من العمل لحل هذه المشكلة. إنها أيضًا مخلصة جدًا لأصدقائها (كونها عدوانية بشكل غير معهود في شتم السيد بيج بعد أن تخلى عن كاري عند المذبح في الفيلم الأول) ولإيمانها بقدسية الزواج (هي الصديق الوحيد الذي يوبخ كاري ويخجلها). فيما يتعلق بعلاقتها الزانية مع السيد بيج). كما أنها تواجه عائقًا في علاقتها بهاري غولدنبلات. إنها لا تنجذب إليه ولكنها تمارس الجنس معه وتطلق عليه «أفضل جنس في حياتي». تحاول تغييره إلى رجلها المثالي لكنها تتوقف عندما ترى مدى الضرر الذي يلحق بهاري. أخيرًا، أصبحت هيستيرية بعد أن تحولت إلى اليهودية وأعدت عشاءًا مثاليًا لهاري، عندما لا يتقدم لخطبتها، وتهينه بإخباره أنه غير مناسب لها، مما يتسبب في انفصاله عنها. فقط عندما توافق أخيرًا على قبول هاري بشروطه الخاصة، فإنه يقترح عليها، وبمعزل عن أي من مكائد شارلوت، ينتهي الأمر بعلاقة تحقق جميع مُثُل الرومانسية.
تم الكشف خلال المسلسل أن شارلوت تمتعت بالكثير من الإشادة الاجتماعية في حياتها الشابة، مثل كونها ملكة حفلة موسيقية، ومشجعة اسكواش، وقائدة سباقات المضمار والميدان، وعارضة أزياء في سن المراهقة، وفروسية. يتم وصفها أحيانًا بأنها واسب، وهي هوية يبدو أنها تقبلها بسعادة ولكنها تحولت إلى اليهودية.

## روابط خارجية
- أرشيف أعمدة صحيفة الجنس والمدينة الأصلية